# Matilda de Požega
Mathilde de Požega possiblement aussi connue sous le nom de Mathilde de Vianden (née vers 1210 - décédée après 1255) était la fille de Marguerite de Courtenay (décédée en 1270), princesse de l'Empire latin de Constantinople, issue de son premier mariage avec Raoul III, seigneur d'Issoudun,. Mathilde fut mariée (vers 1230) à Jean-Ange, seigneur de Syrmie (décédé avant 1250) dans le royaume de Hongrie,. Après sa mort, elle occupa la ville de Požega dans le comté médiéval de Požega (vers 1250-1255).

## Parents
La mère de Mathilde, Marguerite, était la fille de Pierre Courtenay († 1219), empereur latin de Constantinople, et de sa seconde épouse Yolande de Flandre. Ses frères, les successeurs de l'empereur latin Robert Ier († 1228) et Baudouin II († 1273), étaient ses oncles maternels,.
Concernant son père, certaines recherches antérieures supposaient qu'elle était née du second mariage de sa mère, avec Henri Ier, comte de Vianden († 1252),, mais des chercheurs ultérieurs ont souligné que le premier mari de Marguerite, Raoul III d'Issoudun, avait mentionné leur « petite fille » (lat. filiola), Mathilde, dans son testament de 1212, démontrant ainsi qu'elle était issue du premier mariage de Marguerite,.

## Mariages et descendance
Marguerite, la mère de Mathilde, étant la sœur de Yolande, reine de Hongrie († 1233), un mariage fut arrangé (vers 1230) entre Mathilde et Jean-Ange, fils de la belle-sœur de Yolande, Marguerite de Hongrie, née de son premier mari, l'empereur byzantin Isaac II Ange († 1204). Jean, époux de Mathilde, devint seigneur de Syrmie dans le royaume médiéval de Hongrie, et après sa mort (avant 1250), Mathilde devint dame de Požega dans le comté médiéval de Požega (région centrale de l'actuelle Slavonie). Dès 1250, elle était mentionnée comme « noble dame, veuve du seigneur Jean, comtesse de Požega » (lat. nobilis domine relicte domini Johannis, comitisse de Posoga),,.
Leur fille Maria fut mariée (vers 1253-1255) à Anselme de Cayeux, qui devint plus tard (avant 1269) camerlingue de l'empereur latin Baudouin II de Constantinople, l'oncle de Mathilde,. Diverses questions concernant l'attribution de données relatives à deux personnes (père et fils) qui portaient le même nom (Anselme de Cayeux), ont été discutées dans plusieurs études généalogiques, car certaines sources napolitaines et ragusaines des années 1280 suggèrent que la fille de Mathilde, Maria avait une sœur (lat. soror), ou au moins une demi-sœur Hélène, reine de Serbie (décédée en 1314). Si certaines de ces hypothèses sont correctes, Mathilde serait également la mère d'Hélène, et donc la grand-mère maternelle des rois serbes Stefan Dragutin (mort en 1316) et Stefan Milutin (mort en 1321),,,,,.